# Archytas frontalis
Archytas frontalis là một loài ruồi trong họ Tachinidae.